# Theta Aquilae
Theta Aquilae (θ Aquilae / θ Aql) è una stella binaria situata nella costellazione dell'Aquila, distante approssimativamente 287 anni luce dalla Terra. Il suo nome tradizionale è Tseen Foo, derivato dal cinese 天桴 tiānfú che significa "la zattera celeste", ma può significare anche "bacchetta di tamburo", poiché Altair, Alshain e Tarazed sembra formino un tamburo.

## Osservazione
Si tratta di una stella situata nell'emisfero celeste australe, ma molto in prossimità dell'equatore celeste; ciò comporta che possa essere osservata da tutte le regioni abitate della Terra senza alcuna difficoltà. Essendo di magnitudine 3,4, la si può osservare anche dai piccoli centri urbani senza difficoltà.
Il periodo migliore per la sua osservazione nel cielo serale ricade nei mesi compresi fra fine giugno e novembre; da entrambi gli emisferi il periodo di visibilità rimane indicativamente lo stesso, grazie alla posizione della stella non lontana dall'equatore celeste.

## Caratteristiche fisiche
Theta Aquilae è una binaria spettroscopica che viene classificata come una gigante blu-bianca classe B con un magnitudine apparente di +3,24, mentre la magnitudine assoluta è di -1,48 ± 0,20.
La compagna della principale ha un periodo orbitale di 17,1243 giorni e una magnitudine apparente di 5,0. Le sue componenti si trovano troppo vicine per essere risolte mediante il telescopio, ma la sua duplicità viene comunque confermata tramite misurazioni interferometriche.
Assumendo che entrambe le componenti abbiano una temperatura media di 10.800 K, la più brillante delle due stelle ha una luminosità 370 volte maggiore di quella del Sole con un raggio e una massa più grandi rispettivamente di 5,5 e 3,7 volte rispetto al Sole. La meno brillante è 90 volte più luminosa del Sole, con un raggio e una massa più grandi di 2,7 e 2,8 volte rispetto alla nostra stella. Questi parametri indicano che mentre la stella principale è una gigante o una subgigante, già uscita dalla sequenza principale, la sua compagna è invece a metà del suo cammino nella sequenza principale. Entrambe le stelle hanno un'età di circa 200 milioni di anni.
La distanza media tra le due stelle è compresa fra 0,24/0,28 UA, benché l'eccentricità dell'orbita faccia sì che la separazione oscilli fra 0,10 e 0,39 UA. A differenza di molte stelle di classe B, Theta Aquilae presenta una elevata metallicità, circa il 60% superiore a quella del Sole.
Un'altra stella di tredicesima magnitudine e di classe K si trova a quasi 114 secondi d'arco dalla coppia principale, ma molto probabilmente questa componente non è legata gravitazionalmente al sistema.
Nei pressi della stella, e probabilmente associata ad essa, vi è anche la nebulosa a riflessione vdB 129.